# Cantó de Lapoutroie
El cantó de Lapoutroie (alsacià kanton Schnierlàch) és una divisió administrativa francesa situat al departament de l'Alt Rin i a la regió del Gran Est. Pertany a la zona welche d'Alsàcia, és a dir, que parlen una llengua d'oïl i no pas alsacià.

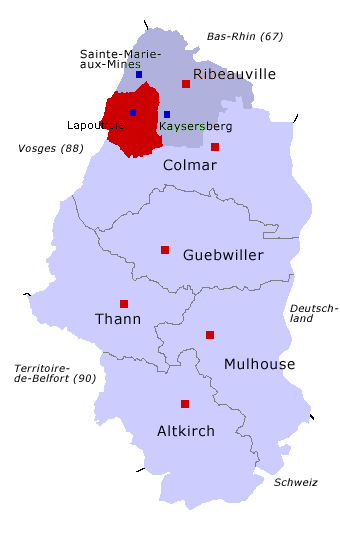
representació del cantó de Lapoutroie al districte de Ribeauvillé i al departament de l'Alt Rin

## Composició
El cantó aplega 5 comunes :
| Nom alsacià     | Nom francès | Nom alemany   |
| (*) Schnierlach | Lapoutroie  | Schnierlach   |
| (*) Ürbach      | Fréland     | Urbach        |
| (*) Barosch     | Labaroche   | Zell          |
| (*) Bonom       | Le Bonhomme | Diedolshausen |
| (*) Urwes       | Orbey       | Urbeis        |

## Conseller general de l'Alt Rin
- 2008-2014: Guy Jacquey, DVD, alcalde d'Orbey
- 1994-2008: Jean Schuster, DVD, alcalde d'Orbey